# 姚祖恩
姚祖恩（？—？），字柳漪，号笏园，室名扶荔山房。浙江钱塘人，清朝藏书家、文学批评家，大致活跃于乾嘉时期。

## 生平
姚祖恩是浙江钱塘人，乾隆甲辰进士。官广东博罗知县。生平事迹不详。爱好藏书，也是文学批评家和出版商，为后世刊印了诸多文化典籍。
姚祖恩作为藏书家，有丰富的文史典籍可供阅读研究，故而对中华传统文化有着深厚的学养和涵养，他曾评价《史记》说：“洸洋瑰丽，无奇不备，汇先秦以上百家六艺之菁英，罗汉兴以来创制显庸之大略，是学者不可不读，却又至不易读者”。他多年阅读研究《史记》后，自己评点《史记》，自谓：“特采录而详阅之，务使开卷释然，皆可成诵，间加论断，必出心裁。”康熙六十年辛丑（1721年）開始撰写《史记菁华录》並成書。嘉庆末，姚祖恩又辑录朱彝尊之《明诗综》全部诗人小传，成《静志居诗话》二十四卷，好友曾燠為之序。

## 作品
- 《史记菁华录》
- 《战国策菁华录》，已佚
- 《静志居诗话》